# Ysabelle Lacamp
Pour les articles homonymes, voir Lacamp.
Ysabelle Lacamp, née le 7 novembre 1954 à Neuilly-sur-Seine et morte le 26 juin 2023 à Paris, est une chanteuse, romancière et actrice française.
Elle est également animatrice de télévision sur France 3 dans les années 2000.

## Biographie

### Famille
Ysabelle Lacamp naît à Neuilly en 1954,. Elle est la fille du journaliste et écrivain français Max Olivier-Lacamp (prix Renaudot 1969) et de Pyong-You Hyun, d'origine coréenne.

### Études
Elle est licenciée en chinois et coréen de la School of Oriental and African Studies de Londres et en langues orientales de l'Institut national des langues et civilisations orientales de Paris. 

### Carrière
Ysabelle Lacamp débute comme comédienne en 1975, apparaissant tout d'abord au cinéma dans le deuxième volet du film érotique Emmanuelle aux côtés de Sylvia Kristel. Elle a joué en 1983, dans Le Marginal de Jacques Deray avec Jean-Paul Belmondo et dans Le Joli Cœur de et avec Francis Perrin. À la télévision, elle est apparue entre autres dans des épisodes des séries Les Enquêtes du Commissaire Maigret, Les Cinq Dernières Minutes,  dans la sitcom Marc et Sophie ou encore en 2002 dans Fabio Montale, avec Alain Delon dans le rôle-titre. Au fil de sa carrière d'actrice, elle est créditée en tant qu'Isabelle Olivier Lacamp, Isabelle Lacamp, Isabelle Olivier-Lacamp, Isa Lacamp. Elle a également exercé dans le doublage de séries télévisées telles que Dynastie et Twin Peaks. 
Au milieu des années 1980, Ysabelle Lacamp devient écrivaine. Elle publie son premier roman, Le Baiser du dragon, en 1986. Elle écrira ensuite plus d'une quinzaine d'ouvrages qui rencontreront le succès auprès du public[réf. nécessaire].
En 1987, elle se lance dans la chanson et sort un 45 tours intitulé Baby Bop. Deux ans après, elle sort deux autres titres : Je t'aime, Je t'aime... (Gros comme un HLM) et Ne parlons plus d'amour chez WEA.
À partir de 2003 et pendant trois ans, elle présente l'émission culturelle Hors la ville sur France 3 Limousin Poitou-Charentes.
[Quand ?]Elle coorganise pendant sept ans les rencontres littéraires d'Ajaccio Racines du ciel. Elle est membre du jury du prix Jean-Jacques-Rousseau de l'autobiographie.

### Mort
Ysabelle Lacamp meurt le 26 juin 2023 à Paris, des suites d'un cancer, à l'âge de 68 ans. Crématisée au Père-Lachaise, ses cendres ont été déposées dans le caveau familial du cimetière de Monoblet, dans le Gard.

## Publications

### Ouvrages d'Ysabelle Lacamp
- Le Baiser du dragon, Lattès, 1986
- La Fille du ciel, Albin Michel, 1988
- Neige de Printemps, coécrit avec Jean-Marie Galliand, Albin Michel, 1988
- L'Éléphant bleu, Albin Michel, 1990
- Fleur de prunus au pays des courges magiques, coécrit avec Jean-Marie Galliand, Albin Michel, 1990
- Une jeune fille bien comme il faut, Albin Michel, 1991
- Les Paradis lointains, coécrit avec Jean-Marie Galliand, LGF, 1993
- Les Nuits kimonos, coécrit avec Jean-Marie Galliand, LGF, 1996
- Mambo Mambo, Ramsay, 1997
- Kensington Square, Ramsay, 1999
- L'Homme sans fusil, Seuil, 2002 et Points, 2003
- Cévennes, couleurs du monde - photographies de Jean du Boisberranger -, éditions du Rouergue, 2003
- La Jalousie des fleurs, Seuil, 2004 et Points, 2005
- Le jongleur de nuages, Flammarion, 2008
- Passeport pour Cheju, Elytis, 2010
- Marie Durand : non à l'intolérance religieuse, Actes Sud, 2012
- Ombre parmi les ombres, éditions Bruno Doucey, 2018 (sur les dernières heures du poète Robert Desnos).

### Préfaces
Ysabelle Lacamp a préfacé :
- Les Épouvantails : Gardiens de l'éternel de Sergio Cozzi, Equinoxe, 2006
- La Table d'ardoise, Sylvalonia 1959, d'Yves Portier, Regain de lecture, 2008
- Vivre et mourir au bord du Gange, livre de photos de Jean-François Lixon, L'Esprit du Monde, 2012.

## Prix littéraire
2003 : Cabri d'or de l'Académie cévenole pour L'Homme sans fusil.

## Filmographie

### Cinéma
- 1975 : Emmanuelle l'antivierge, de Francis Giacobetti
- 1976 : L'Acrobate, de Jean-Daniel Pollet
- 1976 : Le Jardin des supplices, de Christian Gion : Annie
- 1977 : Dora et la Lanterne magique, de Pascal Kané
- 1980 : Les Aventures de Guidon futé, de Jean-Marie Durand : Isabelle
- 1980 : Je vous aime, de Claude Berri : Dorothée
- 1981 : Madame Claude 2, de François Mimet : la banquière à Hong-Kong
- 1982 : Le point d'eau, court-métrage de Valérie Moncorgé
- 1983 : Le Marginal, de Jacques Deray : une prostituée
- 1983 : Adieu foulards, de Christian Lara : Michèle
- 1984 : Le Joli Cœur, de Francis Perrin : la fille du téléscope
- 1984 : Aldo et Junior, de Patrick Schulmann : la patronne du restaurant
- 1985 : Train d'enfer, de Roger Hanin
- 1989 : Pleure pas my love, de Tony Gatlif : Anne Eschenbrenner
- 1990 : Feu, Glace et Dynamite, de Willy Bogner Jr. (en) : Li-Fah
- 1991 : La Tribu, d'Yves Boisset : Tran

### Télévision

#### Téléfilms
- 1987 : Bonne chance Monsieur Pic ! de Maurice Failevic : la recruteuse
- 1988 : Un cœur de marbre de Stéphane Kurc : Ghislaine

#### Séries télévisées
- 1980 : Cinéma 16, épisode Le cœur en écharpe de Philippe Viard : la cover-girl
- 1980 : La Traque, épisode Modus Operandi de Philippe Lefèbvre : la belle compagne du juge
- 1980-1981 : Susi de Michael Pfleghar : Yoko (4 épisodes)
- 1982 : De bien étranges affaires, épisode Lourde gueuse de Jean-Luc Miesch : Helvere
- 1983 : Les Cinq Dernières Minutes, épisode Appelez-moi Boggy de Jean-Pierre Marchand : l'assistante de Bernard
- 1983 : Les Enquêtes du commissaire Maigret, épisode La Colère de Maigret d'Alain Levent : Kim, une prostituée
- 1984 : La Pendule, d'Éric Le Hung : Mademoiselle Garnier
- 1985 : Hôtel de police, (saison 1, épisode 1 : Le surdoué) de Claude Barrois
- 1985 : Les Cinq Dernières Minutes, épisode Tendres pigeons de Louis Grospierre : Kyoko
- 1987 : Les Enquêtes du commissaire Maigret, épisode Maigret chez le ministre de Louis Grospierre : Blanche
- 1987 : Marc et Sophie,  épisode Fauve qui peut de Jean-Pierre Prévost : Mlle Dubois-Dutronc
- 1988 : Les Cinq Dernières Minutes, épisode Fais-moi cygne de Louis Grospierre : Marthe Darmond
- 1990 : Le Mari de l'ambassadeur, de François Velle : le colonel Soubeyran
- 1990 : Détective Gentleman, épisode 6 : Schatten der Vergangenheit de Robert William Young : Ling
- 2002 : Fabio Montale, épisode Chourmo de José Pinheiro  : Anh Hoa Fabre

### Doublage
Séries télévisées
- 1981-1989 : Dynastie : Amanda Belford Carrington of Moldavia (actrices : Catherine Oxenberg puis Karen Cellini)
- 1990 : Twin Peaks : Jocelyn « Josie » Packard (actrice : Joan Chen)

Séries d'animation
- 1991 : Capitaine Planète : Gi